# Địa chỉ mạng
Địa chỉ mạng là một định danh cho một nút hoặc máy chủ mạng trên mạng viễn thông. Địa chỉ mạng được thiết kế để trở thành định danh duy nhất trên toàn mạng, mặc dù một số mạng cho phép địa chỉ cục bộ, địa chỉ riêng hoặc địa chỉ được quản lý cục bộ có thể không phải là duy nhất. Địa chỉ mạng đặc biệt được phân bổ dưới dạng địa chỉ quảng bá hoặc địa chỉ multicast. Những địa chỉ này cũng không phải là duy nhất.
Trong một số trường hợp, máy chủ mạng có thể có nhiều hơn một địa chỉ mạng; ví dụ, mỗi giao diện mạng có thể được xác định duy nhất. Hơn nữa, vì các giao thức thường được xếp lớp, nhiều địa chỉ mạng của một giao thức có thể xảy ra trong bất kỳ giao diện mạng hoặc nút cụ thể nào và nhiều loại địa chỉ mạng có thể được sử dụng trong bất kỳ một mạng nào.